# Michael Kingma
Michael Kingma (Sydney, 9 augustus 1979) is een Australische professioneel basketbalspeler. Kingma heeft Nederlandse voorouders en heeft zodoende ook een Nederlands paspoort.

## Carrière
Kingma is geboren in Sydney, Australië. Bij begon met basketballen in Manly, een buitenwijk van Sydney. Kingma speelde zeven seizoenen in de Australische National Basketball League, waarvan zes seizoenen bij de Sydney Kings. Hij maakte deel uit van het kampioensteam uit 2003 met gemiddeld 2,8 punten en 1,8 rebounds.
In het seizoen 2003/04 ging Kingma naar de Hunter Pirates, waarna hij Australië verliet. Jan Willem Jansen nodigde hem in 2003 uit voor het Nederlands basketbalteam waarna Ton Boot van het Groningse MPC Capitals hem in 2004 uitnodigde voor een proefperiode. Slechts vier dagen later werd bekend dat hij een betere aanbieding had gekregen van het Belgische Vilvoorde. Een jaar later vertrok hij weer uit België om bij Woon!Aris uit Leeuwarden te gaan spelen.
In 2006 verhuisde hij naar Zweden om te gaan spelen voor Sundsvall Dragons. De twee seizoenen daarop speelde hij bij Borås Basket, waarna hij in 2009 weer terugkeerde naar Sundsvall. In 2010 verhuisde hij wederom, dit keer om voor het Schotse Glasgow Rocks te gaan spelen. Na een jaar weer in zijn geboorteland gespeeld te hebben werd in juni 2012 bekend dat Kingma weer naar Nederland komt om voor GasTerra Flames te spelen, de club die hij in 2004 na vier dagen verliet.
Naast basketbal speelde Kingma, samen met de Australische mede-basketballers Axel Dench en David Stiff, een kleine rol in de film Star Wars: Episode III - Revenge of the Sith (2005). Kingma speelde de Wookiee genaamd Tarfful. De spelers werden gekozen vanwege hun lengte, Kingma is 2 meter 8 lang.